# Royal Rumble 2017
Royal Rumble 2017 è stata la trentesima edizione dell'omonimo evento in pay-per-view prodotto annualmente dalla WWE. L'evento si è svolto il 29 gennaio 2017 all'Alamodome di San Antonio (Texas).

## Storyline
Come ogni anno avrà luogo il Royal Rumble Match, il cui vincitore avrà un incontro a WrestleMania 33 per il titolo mondiale (il WWE Championship o l'Universal Championship). I primi due partecipanti annunciati sono stati Goldberg (21 novembre) e Brock Lesnar (28 novembre).
Il 18 dicembre 2016, al pay-per-view Roadblock: End of the Line, Kevin Owens ha sconfitto Roman Reigns per squalifica a causa dell'intervento di Chris Jericho, che lo ha colpito con una Codebreaker, permettendogli così di mantenere l'Universal Championship. Il giorno dopo, a Raw, il General Manager dello show rosso, Mick Foley, ha annunciato per la Royal Rumble un rematch titolato tra Owens e Reigns; Jericho non potrà però interferire durante l'incontro perché verrà rinchiuso in una gabbia per squali sospesa al di sopra del ring. Nella puntata di Raw del 23 gennaio 2017 l'incontro tra Owens e Reigns è stato modificato in un No Disqualification match.
Nella puntata di SmackDown del 27 dicembre 2016 John Cena ha fatto il suo ritorno nello show blu dopo quasi tre mesi. Nella stessa sera ha lanciato una sfida al WWE Champion, AJ Styles, per un match alla Royal Rumble.
Nella puntata di Raw del 2 gennaio 2017 Bayley ha sconfitto Nia Jax, diventando la contendente n°1 al Raw Women's Championship detenuto da Charlotte Flair. Un match tra le due è stato quindi annunciato per la Royal Rumble.
Il 18 dicembre 2016, al pay-per-view Roadblock: End of the Line, Rich Swann ha difeso con successo il Cruiserweight Championship in un Triple Threat match che includeva anche The Brian Kendrick e TJ Perkins; al termine dell'incontro Neville ha fatto il suo ritorno, attaccando il campione e chiedendo un match per il titolo. Nella puntata di 205 Live del 10 gennaio 2017 Swann ha accettato la sfida di Neville.
Nella puntata di Raw del 16 gennaio 2017 Karl Anderson e Luke Gallows hanno sconfitto Cesaro e Sheamus per squalifica ma questi hanno comunque mantenuto il Raw Tag Team Championship; in realtà Gallows e Anderson erano riusciti a vincere l'incontro schienando Cesaro dopo la Magic Killer, con lo schienamento convalidato da un secondo arbitro, tuttavia il primo arbitro, che era stato colpito precedentemente da Sheamus, ha revocato il tutto assegnando si la vittoria a Gallows e Anderson ma per squalifica (e senza dunque il cambio di titolo). Un match titolato tra Cesaro e Sheamus e Gallows e Anderson è stato dunque annunciato il 23 gennaio per il Kick-off della Royal Rumble, con la presenza di due arbitri al posto di uno.
Sempre il 23 gennaio è stato annunciato un ulteriore match per il Kick-off della Royal Rumble, ovvero Sasha Banks contro Nia Jax.
Il 24 gennaio è stato annunciato un terzo match per il Kick-off: un Six-woman tag team match tra Becky Lynch, Naomi e Nikki Bella contro Alexa Bliss, Mickie James e Natalya; si tratta del primo match in pay-per-view della WWE per Mickie James dopo sette anni.

## Risultati
| #       | Match                                                                                | Stipulazioni | Durata   |
| ------- | ------------------------------------------------------------------------------------ | --- | -------- |
| Kickoff | Becky Lynch, Naomi e Nikki Bella hanno sconfitto Alexa Bliss, Mickie James e Natalya | Six-woman tag team match | 09:35    |
| Kickoff | Karl Anderson e Luke Gallows hanno sconfitto il Bar (c)                              | Tag team match per il WWE Raw Tag Team Championship                                                                                   | 10:28    |
| Kickoff | Nia Jax ha sconfitto Sasha Banks                                                     | Single match | 05:10    |
| 1       | Charlotte Flair (c) ha sconfitto Bayley                                              | Single match per il WWE Raw Women's Championship                                                                                      | 13:05    |
| 2       | Kevin Owens (c) ha sconfitto Roman Reigns                                            | No-disqualification match per il WWE Universal Championship Chris Jericho è stato rinchiuso in una gabbia per squali sospesa sul ring | 22:55    |
| 3       | Neville ha sconfitto Rich Swann (c) per sottomissione                                | Single match per il WWE Cruiserweight Championship                                                                                    | 14:00    |
| 4       | John Cena ha sconfitto AJ Styles (c)                                                 | Single match per il WWE Championship                                                                                                  | 24:10    |
| 5       | Randy Orton ha vinto eliminando per ultimo Roman Reigns                              | Royal rumble match | 01:02:06 |

### Royal rumble match
– Wrestler di Raw
     – Wrestler di SmackDown
     – Wrestler di NXT

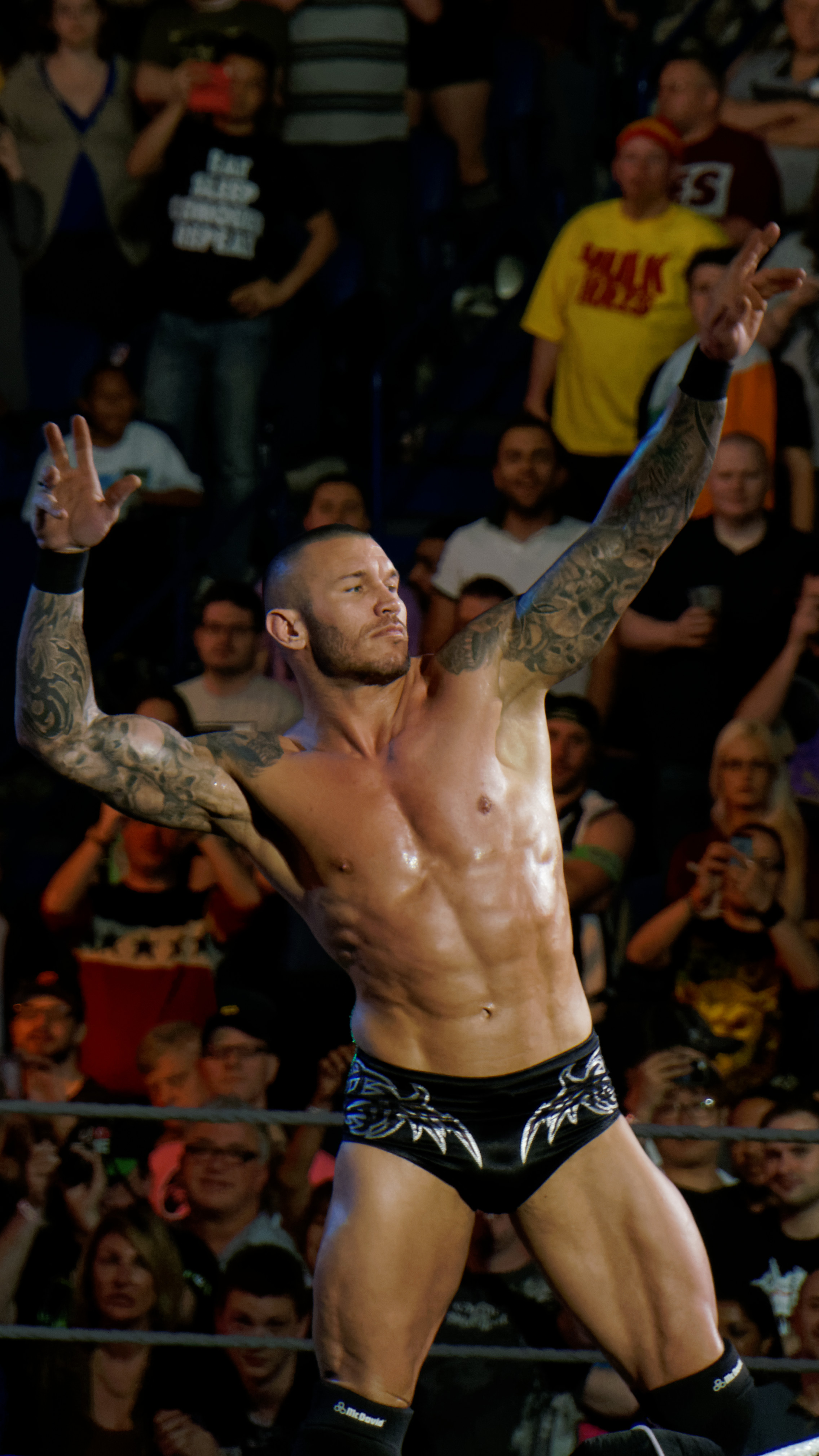
Randy Orton, vincitore del Royal rumble match

     – Wrestler non affiliato
     – Vincitore
| #   | Wrestler        | Ordine | Eliminato da     | Tempo    | N° eliminazioni |
| --- | --------------- | ------ | ---------------- | -------- | --------------- |
| 1°  | Big Cass        | 3°     | Braun Strowman   | 09:57    | 0               |
| 2°  | Chris Jericho   | 27°    | Roman Reigns     | 01:00:13 | 2               |
| 3°  | Kalisto         | 4°     | Braun Strowman   | 08:17    | 0               |
| 4°  | Mojo Rawley     | 2°     | Braun Strowman   | 06:15    | 0               |
| 5°  | Jack Gallagher  | 1°     | Mark Henry       | 03:20    | 0               |
| 6°  | Mark Henry      | 5°     | Braun Strowman   | 03:17    | 1               |
| 7°  | Braun Strowman  | 9°     | Baron Corbin     | 13:11    | 7               |
| 8°  | Sami Zayn       | 25°    | The Undertaker   | 46:55    | 0               |
| 9°  | Big Show        | 6°     | Braun Strowman   | 01:42    | 0               |
| 10° | Tye Dillinger   | 8°     | Braun Strowman   | 05:27    | 0               |
| 11° | James Ellsworth | 7°     | Braun Strowman   | 00:14    | 0               |
| 12° | Dean Ambrose    | 16°    | Brock Lesnar     | 26:55    | 0               |
| 13° | Baron Corbin    | 21°    | The Undertaker   | 32:39    | 1               |
| 14° | Kofi Kingston   | 10°    | Cesaro           | 16:13    | 0               |
| 15° | The Miz         | 24°    | The Undertaker   | 32:44    | 0               |
| 16° | Sheamus         | 14°    | Chris Jericho    | 12:16    | 2               |
| 17° | Big E           | 12°    | Cesaro e Sheamus | 09:46    | 0               |
| 18° | Rusev           | 20°    | Goldberg         | 22:31    | 0               |
| 19° | Cesaro          | 13°    | Chris Jericho    | 06:44    | 2               |
| 20° | Xavier Woods    | 11°    | Sheamus          | 04:47    | 0               |
| 21° | Bray Wyatt      | 28°    | Roman Reigns     | 24:11    | 0               |
| 22° | Apollo Crews    | 15°    | Luke Harper      | 05:46    | 0               |
| 23° | Randy Orton     | —      | Vincitore        | 20:52    | 1               |
| 24° | Dolph Ziggler   | 17°    | Brock Lesnar     | 04:21    | 0               |
| 25° | Luke Harper     | 22°    | Goldberg         | 09:56    | 1               |
| 26° | Brock Lesnar    | 19°    | Goldberg         | 04:30    | 3               |
| 27° | Enzo Amore      | 18°    | Brock Lesnar     | 00:18    | 0               |
| 28° | Goldberg        | 23°    | The Undertaker   | 03:21    | 3               |
| 29° | The Undertaker  | 26°    | Roman Reigns     | 05:06    | 4               |
| 30° | Roman Reigns    | 29°    | Randy Orton      | 05:04    | 3               |